# Bertille de Baudinière
Bertille de Baudinière, née à Saint-Malo (Ille-et-Vilaine) en 1955, est une artiste peintre française.

## Biographie
D'une santé fragile, Bertille de Baudinière découvre le dessin dans sa prime jeunesse lorsque sa mère lui offre une boîte de couleurs. Elle va à la Faculté de Lettres de Rennes et suit les cours du soir de dessin de l'Ecole régionale des beaux-arts de Rennes, où son professeur l'invite à poursuivre sa formation à Paris. Élève de Jean Bertholle et Olivier Debré, elle est diplômée de l'Ecole nationale supérieure des beaux-arts de Paris.
Elle travaille principalement en France, au Japon et aux États-Unis. Son travail sur ces trois continents intègre des problématiques de nature et de société avec la recherche de nouvelles techniques et mediums. En s'inspirant des mouvements de l'abstraction lyrique et du Mono-ha, son œuvre est une fusion des civilisations de l'Occident et de l'Extrême-Orient.
De 1983 à 1985, Bertille de Baudinière est artiste résidente à la Fondation des États-Unis. En 1986, elle reçoit la bourse de recherche Monbusho du gouvernement japonais et rentre à Geijutsu Daigaku à Tokyo, où elle obtient une maîtrise en 1990 sous la direction du maître Kazumichi Sakamoto. En 1990, elle est artiste résidente à Omaha au Bemis Center for Contemporary  Arts.
En 1989, elle commence à Tokyo la série Green Earth qui sera suivie par Red Earth en 1990 aux États-Unis, et Blue Earth en France en 2004 : trois études sur la Terre qu'elle reprendra à différents intervalles jusqu'à maintenant. Elle s'intéresse par ailleurs au monde numérique (Écrans-Lumière, Painting by Numbers, Painting by Letters, Pixels), des faits historiques marquants (Guantanamo, Voilage, Sécurité) et des observations personnelles (New York Light, Harlem, Paris Time, Planètes).
Depuis son séjour au Japon, Bertille de Baudinière utilise des pigments naturels (Nihonga) mélangés à la caséine et l'eau, répartis sur la toile ou sur du papier de riz, en référence à la philosophie Zen. Pour son côté pratique, elle préfère utiliser la peinture acrylique aux États-Unis.
De retour en France en 1993, elle repart à New York de 2007 à 2012. Depuis cette date, elle vit et travaille entre Paris, New York et Tokyo. En 2012, lors d'un de ses retours à Paris, elle développe une technique nouvelle en utilisant des terres naturelles de différentes parties du monde qui, mélangées au médium, donnent des réactions chimiques différentes l'une de l'autre, selon leur composition organique.
« Ce qui m'attire le plus et se reflète dans mon travail sont les oppositions, les différences, les conflits et la mobilité qui signifient la vie telle qu'elle est vécue », dit-elle.
Ses peintures ont illustré des articles dans Le Monde diplomatique à trois reprises, dont Violence, peinture abstraite à l'acrylique, publiée en une après les attentats du 11 septembre 2001 aux États-Unis.
Bertille de Baudinière a un atelier dans le quartier des Batignolles à Paris. Elle y fonde et dirige Les Artistes du Futur, une école d'enseignement de peinture, de dessin et de l'histoire de l'art pour enfants et adultes.

## Réception critique
- « Il y a quelque chose dans le travail de cette artiste, qui ne peut m'empêcher d'attirer mon attention et me donne la sensation d'une atmosphère paisible tout autour de moi. » — Nobuo Yamagishi[6]
- « L'espace de ses peintures est taché et recouvert d'encre de Chine, puis la terre verte sort faiblement mais résolument. Ce sera le vert de la terre et son souhait très fort de garder la nature immuable. » — Kazumichi Sakamoto[7]
- « Si l'œuvre d'Artaud a inspiré Bertille de Baudinière, non seulement en tant que sujet pictural, mais aussi par attachement à l'Orient, elle s'en réclame néanmoins à travers un plus vaste projet : l'artiste doit s'engager afin de révéler par sa vision la face profonde de l'Humanité. » — Annie Claustres[8]

## Expositions
- Paris, Fondation des États-Unis
  - Art for Climate, 2023
  - Une Histoire de Terre, 2022
  - Green Earth, 2014
  - New York Light, 2009
  - Blue Earth - rétrospective, 2006
- Bormes-les-Mimosas, Musée d'Histoire et d'Art, 2019-2020
- Tokyo, Tomura Gallery, 2015, 2006
- Long Island City - New York, Resobox, 2012
- Islip - New York, Islip Art Museum, 2010
- Cologne, Zurdorf Wehrtum Museum, 2007
- Würzburg, Arte Noah, 1997
- Omaha, Bemis Center for Contemporary Arts, 1991

## Œuvres dans les collections publiques

### Allemagne
- Landau in der Pfalz, collection de la ville.

### États-Unis
- New York City, QCC Art Gallery, City University of New York.
- New York City, Mechner Foundation - Queens Paideia School
- Omaha, Bemis Center for Contemporary Arts

### France
- Gif-sur-Yvette, Centre Benoît-Frachon, CGT (Confédération générale de travail).
- Paris, Fondation des États-Unis.

## Publications
- Green Earth, préface de Bernard Point, Éditions Lelivredart, Paris 2014, 72 p.  (ISBN 978-2-35532-202-0)
- Blue Earth, préface de Robert Taplin, Éditions Lelivredart, Paris 2020, 72 p.  (ISBN 978-2-35532-359-1)